# Lorenz Müller (Jurist)
Lorenz Müller (* 1963 in Langenholthausen) ist ein deutscher Verwaltungsjurist. Er war von 2020 bis 2022 der Direktor beim Deutschen Bundestag im Amt eines Staatssekretärs.

## Leben und Laufbahn
Müller stammt aus dem Ortsteil Langenholthausen in Balve. Er studierte Rechtswissenschaften, Islamwissenschaften und Orientwissenschaften in Hamburg und Damaskus und wurde 1996 zum Dr. iur. promoviert. Er begann im Jahr 1996 seine Laufbahn in der Bundestagsverwaltung als Referent im Sekretariat der Enquete-Kommission „Zukunft der Medien in Wirtschaft und Gesellschaft – Deutschlands Weg in die Informationsgesellschaft“. Anschließend war er bei den Wissenschaftlichen Diensten des Bundestages und im Sekretariat des Parlamentarischen Kontrollgremiums tätig. Im Jahr 2010 übernahm er die Leitung des Präsidialbüros und ab 2015 zudem die Leitung des Bereichs Presse und Kommunikation. Im Februar 2019 übernahm er als Ministerialdirektor die Leitung der Abteilung Wissenschaft und Außenbeziehungen der Bundestagsverwaltung.
Mit Wirkung vom 1. August 2020 ernannte Bundestagspräsident Wolfgang Schäuble Müller zum Staatssekretär und Direktor beim Deutschen Bundestag. Das Präsidium des Deutschen Bundestages entschied sich zuvor in einer Sitzung vom 13. Mai 2020 für Müller als Nachfolger des pensionierten Direktors Horst Risse. Als Direktor beim Deutschen Bundestag leitete er im Auftrag des Bundestagspräsidenten die Bundestagsverwaltung als oberste Bundesbehörde. Zum 31. August 2022 wurde er in den einstweiligen Ruhestand versetzt. Ihm folgte Michael Schäfer nach.
Am 1. März 2023 wurde er Of Counsel bei der Berliner Kanzlei lindenpartners.